# 假领头
假领头又称假领子、经济领、节约领，是1980年代之前發源於上海的一種無袖衣領，假领头只保留襯衫的最上端那一部分，而沒有襯衫的袖子与衣身。人們在穿戴假领头時只用两根布带套住臂膀。
當時物质生活贫乏，买东西需要凭票（中国居民供应票证），所以很多人家裡布票並不充裕，製成一件完整的衣服比較困難。上海就有人用不需要布票购买的零头布做成假领头，冬春季穿在内衣外、毛衣内，看上去就像穿了一件完整的襯衫。後來假领头又逐步推廣至其他地區。後來隨著商品供应逐渐供大于求，假领头不再流行。